# Spolienrecht
Das Spolienrecht (lat. ius spolii) ist die rechtliche Befugnis eines kirchlichen Oberen, den beweglichen Nachlass eines katholischen Säkularklerikers einzuziehen. Es basiert auf dem Grundgedanken, dass ein Kleriker nach seinem Tod nicht über seine Pfründen verfügen oder testieren kann. In manchen Fällen wurde auch gegen die Bestimmung im Klerikertestament die Hinterlassenschaft eingezogen, daher kamen die zynischen volkstümlichen Umschreibungen des Ius spolii als rapite capite oder rips raps.
Diese Befugnis wurde im Mittelalter von den Grundherren, dem Kaiser und dem Landesherren ausgeübt und erhielt sich so für einige Teile Deutschlands bis ins 19. Jahrhundert. Missbrauchserscheinungen treten dort auf, wo Bischöfe die Benefizien der Klöster einziehen mit der Begründung, sie seien Kameralgut der Bischofskirche. Landesherren haben das Spolienrecht gegenüber verstorbenen Bischöfen ausgeübt; häufiger war jedoch der Missbrauch, dass Territorialherrscher sich des Nachlasses des niederen Klerus bemächtigt haben. Im 13. Jahrhundert wurde es allgemeine Praxis, dass beim Tod eines Klerikers – sofern dieser kein Testament hinterließ – dessen Nachlass der päpstlichen Schatzkammer zufiel. In Frankreich, Deutschland, Belgien und Portugal gelangte dieser Kanon nie zur Rechtsgültigkeit, weil das Spolienrecht sich nur schwer exekutieren ließ: Die Abgrenzung zwischen kirchlichem und privatem Besitz war in vielen Fällen schwer zu erkennen.
Die mittelalterlichen Herrscher Otto IV., Philipp von Schwaben, Friedrich II. und Rudolf von Habsburg haben auf das Spolienrecht verzichtet. Obwohl zahlreiche päpstliche Dekrete das Spolienrecht verboten haben, überlebte es bis ins 16. Jahrhundert. Als das Konzil von Trient die Testierfreiheit aller Diözesankleriker gewährleistete, verschwand das Spolienrecht.
In das Zivilrecht wurde jedoch die sog. Spolienklage als eine Form der Besitzschutzklage übernommen.